# La Virgen y el Niño con santos (Veneziano)
[[Categoría:Cuadros de {{{3}}}]]
La Virgen y el Niño con santos conocido como Retablo de santa Lucía (en italiano, Pala di Santa Lucia de' Magnoli o Sacra conversazione coi santi Francesco, Giovanni Battista, Zanobi e Lucia) es una pintura al temple sobre tabla de 209 centímetros de alto y 216 cm de ancho, obra del pintor italiano Domenico Veneziano. Se conserva en la Galería de los Uffizi de Florencia (Italia). Puede datarse alrededor del año 1445. La tabla es la obra más importante para comprender el papel fundamental de Domenico en la pintura renacentista florentina, tras la pérdida de los frescos que realizó en la iglesia de Sant'Egidio con Andrea del Castagno.

## Historia
Esta gran tabla adornaba el altar mayor de la iglesia de Santa Lucia dei Magnoli en Florencia y originariamente estaba completada por una predela, hoy dividida entre Washington, Berlín y Cambridge.

## Descripción
La obra es uno de los ejemplos más antiguos conservados de tabula quadrata et sine civoriis, como sugería Brunelleschi, esto es de retablo moderno sin los compartimentos y sin el fondo de oro típico de los polípticos medievales. A pesar de ello la ambientación, con los tres arcos, las columnatas y los nichos en forma de concha, recuerdan la tradicional composición en compartimentos, aunque se trata solo de una sugerencia. El edificio en el que está compuesta la escena está de hecho trazado según los más avanzados conocimientos de la perspectiva geométrica, con tres puntos de fuga donde convergen todas las líneas horizontales, comprendidas aquellas del complejo pavimento con inserciones de mármol. La pintura se configura así como un perfecto equilibrio entre la modernidad y la tradición, sugerido incluso por el uso de arcos diversos: los centrales apuntados y de medio punto en los nichos clasicizantes, entre los cuales la cuadratura central encuadra perfectamente a la Virgen en el trono con el Niño, si bien ellos se encuentran en realidad delante de la logia. 
La luz es un elemento fundamental en la obra, que se extiende tenue sobre la arquitectura simulada y los personajes, entrando desde lo alto, desde el patio descubierto a la derecha el cual ocupa un jardín, como dan a entender las ramas de tres naranjos sobre el fondo del cielo azul. En particular se trata de una luz clara y difusa pero inclinada (como demuestra la sombra a la derecha de la Virgen), que recuerda fielmente la de la mañana. El marco original, hoy perdido, debía subrayar este efecto de «ventana».
Los santos presentes son san Juan Bautista y san Cenobio, protectores respectivamente de la ciudad de Florencia y de su diócesis, santa Lucía, titular de la iglesia y  san Francisco, cuya historia estaba ligada indisolublemente también a la iglesia puesto que el santo la visitó la primera vez que llegó a Florencia, en el año 1211. Extraordinariamente rica es la vestimenta episcopal de san Cenobio, en particular la mitra, de material aterciopelado sobre el que están encastradas perlas, piedras preciosas, plaquitas de oro y esmaltes.

### Predela
La predela estaba compuesta por varias tablas con las historias de los santos ilustrados y una Anunciación del doble de anchura que las demás pinturas: San Francisco recibe los estigmas y Juan Bautista en el desierto conservados en la National Gallery of Art de Washington; El milagro de San Cenobio del Museo Fitzwilliam de Cambridge y el Martirio de santa Lucía de los Museos Estatales de Berlín.
Predela del retablo de Santa Lucia dei Magnoli

## Estilo
Se trata de una obra muy significativa del Quattrocento italiano, ya que, a diferencia de los polípticos anteriores, no está la Virgen en una tabla central y los santos en alas laterales, sino que comparten un mismo espacio arquitectónico. La composición clara y geométrica del espacio viene de repente cortada al espectador, que percibe como natural los tres elementos de la arquitectura: en el primer plano el pavimento ajedrezado, la logia y el patio poligonal con los nichos detrás. Mucho ayudan también los diversos colores que subrayan los elementos arquitectónicos. 
El eje central de toda la composición es la figura de la Virgen en el trono, que se sitúa como el vértice de un triángulo ideal en el cual se ubican los santos. 
El elemento lineal viene cerrado por la luz clara que proviene de la derecha en lo alto resaltando el perfil de los personajes. Propio de esta «síntesis de luz y color», como la llamó Roberto Longhi, y el elemento fundamental que se transmite a Piero della Francesca, bien visible en sus obras maestras como la Leyenda de la cruz de Arezzo.
El colorido era además muy innovador, pues no eran tonalidades fuertes, sino más bien sutiles. Los colores límpidos y puros de Domenico Veneziano a menudo se atribuyeron a su presunto origen en Venecia, en realidad sugerido solo por el apellido. Los volúmenes son modelados con gracia y la paleta de tonalidades «pastel» demuestran de manera ejemplar las más finas variaciones de la luz y del espacio. La luz del sol queda insinuada por la propia pintura, y no mediante la aplicación de oro.